# بوستان شفق (تهران)
بوستان شفق مربوط به دوران محمدرضاشاه پهلوی  است و به دست کامران دیبا در تهران، خیابان جمال‌الدین اسدآبادی (یوسف‌آباد)، کوچه شهید قنبری (نوزدهم) واقع شده‌است که از یک طرف به خیابان فراهانی پور و از طرف دیگر به خیابان تهرانی واحد در منطقه یوسف آباد (سید جمال الدین اسدآبادی) متصل می‌شود. این اثر در تاریخ ۲ بهمن ۱۳۸۲ با شمارهٔ ثبت ۱۰۸۵۵ به‌عنوان یکی از آثار ملی ایران به ثبت رسیده‌است. در مجاورت این بوستان، بیمارستان فاطمه زهرا و بیمارستان محب کوثر واقع شده است.

## پیشینه
این بوستان در دوره قبل از انقلاب پادگانی (پهلوی) با قدمت زیاد بوده که پس از تقسیم زمینها بین کارمندان دولت قسمتی از آن باقی ماند که این پارک شکل گرفت.
بنیادگذار این بوستان  رضازاده شفق بود که آن را در باغی متعلق به مستوفی‌الممالک ساخت. الگوی این بوستان از پارک‌های فرانسوی الهام گرفته شده‌است و از ابتدا بر پایه طرح و برنامه‌ای مشخص احداث شد. وجود گذرگاه‌های غیرهمسطح در ترکیب با پله‌ها از ویژگی‌های این بوستان است.

## فرهنگسرا و کتابخانه
فرهنگسرای شفق (دانشجو) در این بوستان قرار دارد.

## نگارخانه

ساختمان پارک
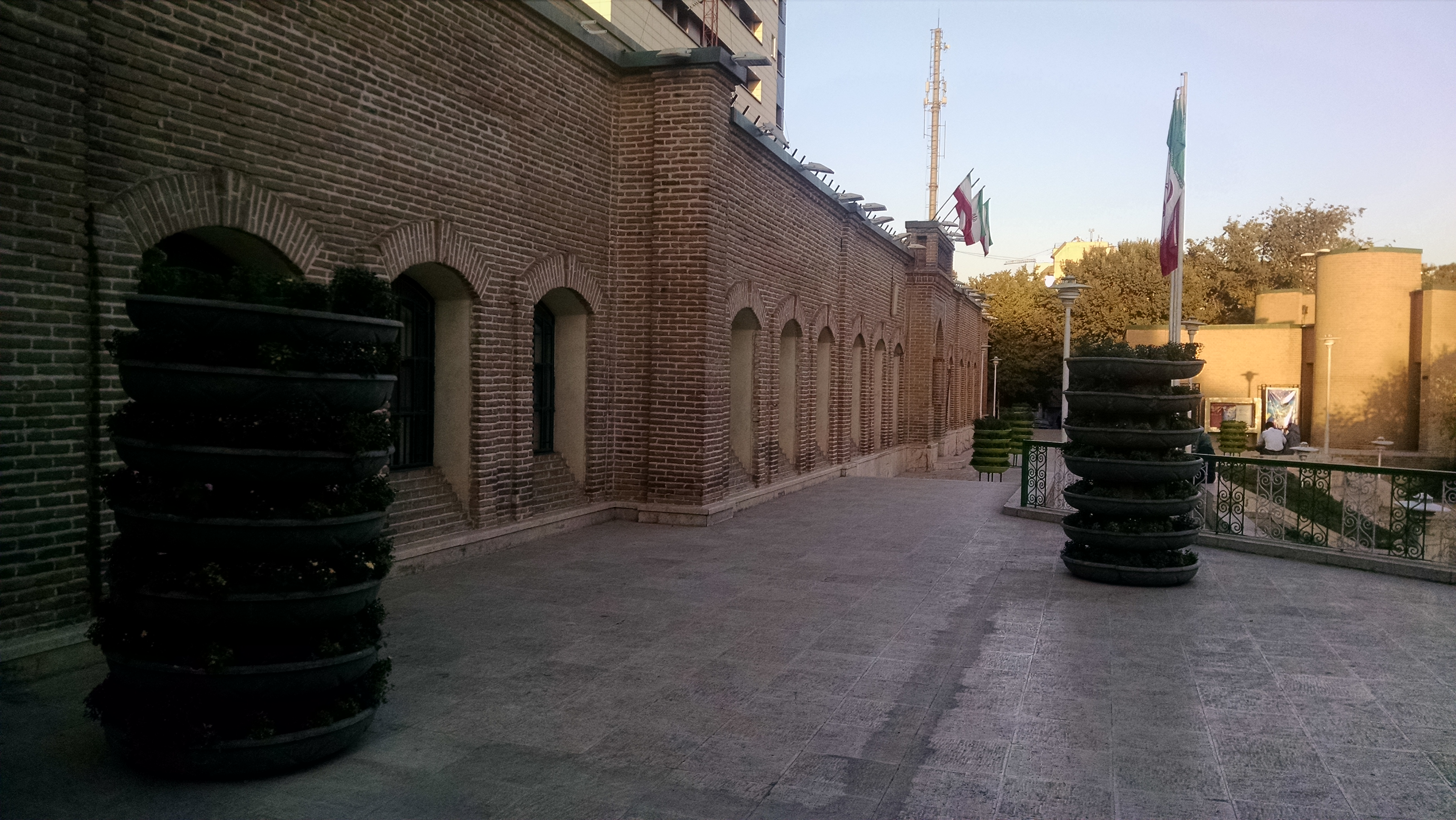
ضلع شمالی پارک
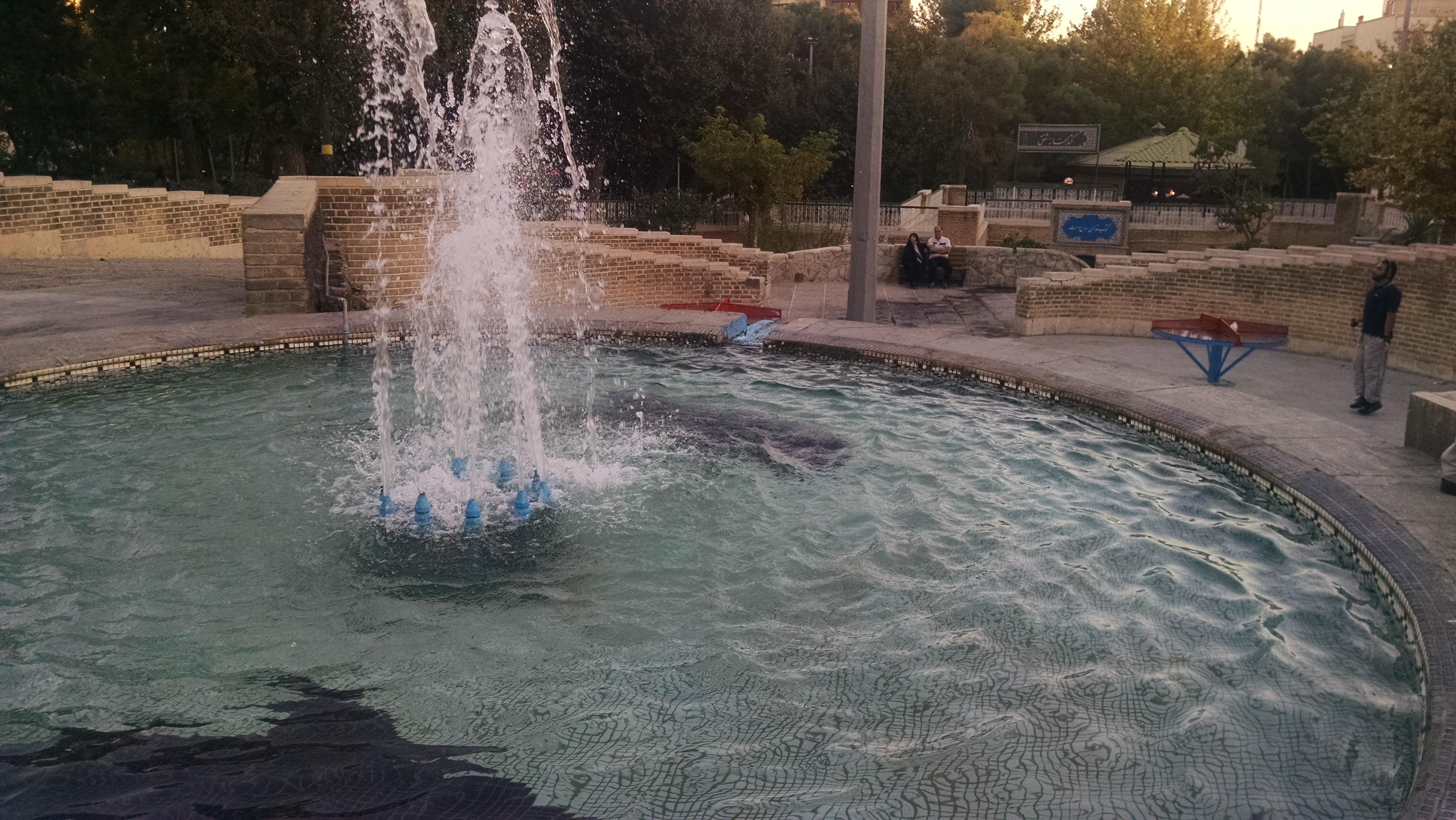
حوضچه میانی پارک
ساختمان پارک اثر کامران دیبا
ساختمان پارک اثر کامران دیبا
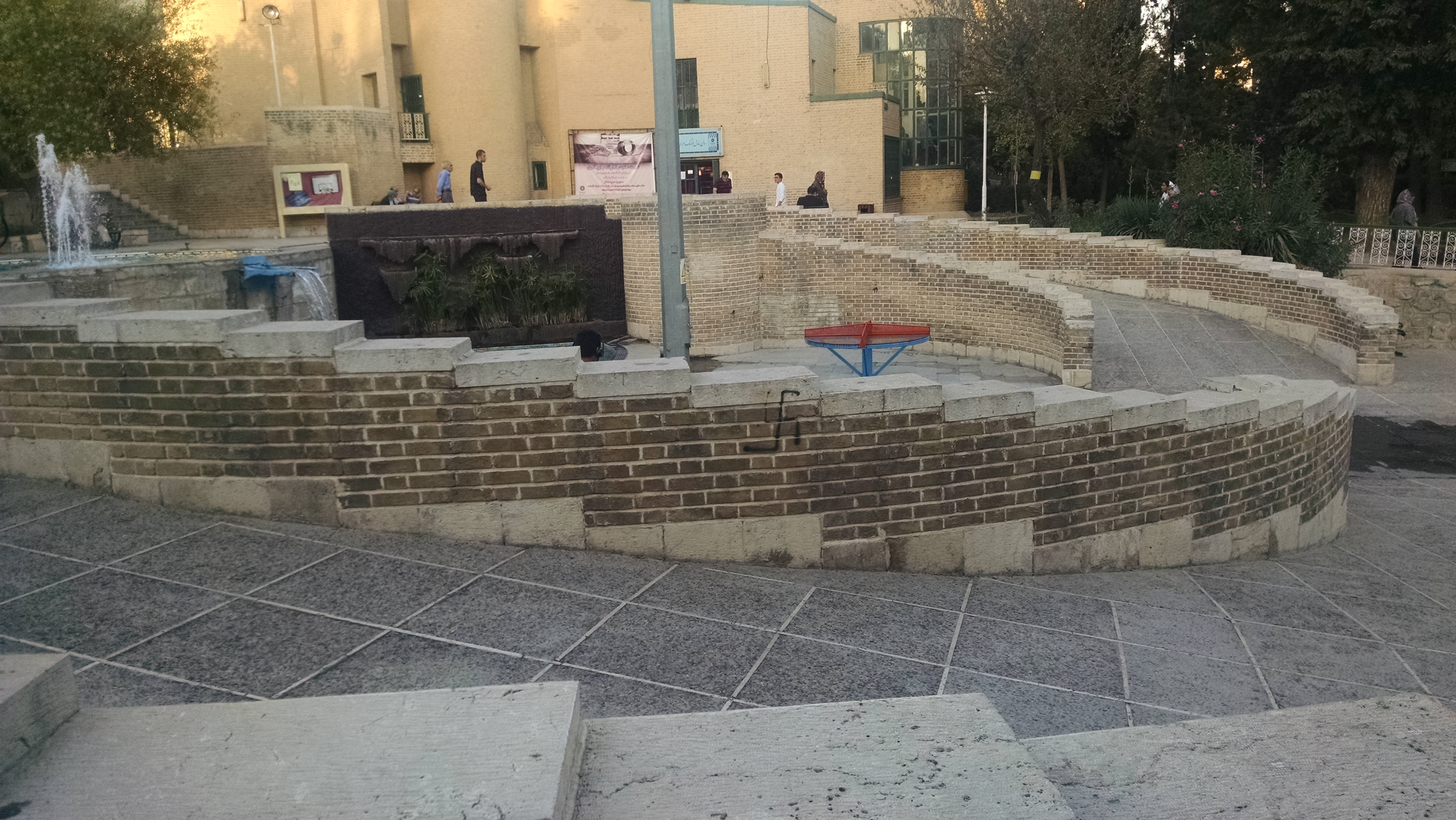